# Franciszek Jellachich
Franciszek Jellachich (ros. Франц Осипович Елачич [Иеллачи], ur. 1808, zm. 13 kwietnia 1888 w Kazaniu) – polsko-rosyjski chirurg, profesor na Uniwersytecie w Kazaniu, rzeczywisty radca stanu.

## Życiorys
Rodzina Jellachicha pochodziła z Chorwacji; nazwisko rodowe brzmiało wcześniej Jellačiċ. Jego przodek Franciszek Łukasz Jellačić (ros. Франц Лука Йеллачич [Елачич]) osiadł w Rosji około 1740 roku. Był chirurgiem, praktykującym w Moskwie i Sankt Petersburgu. 
Studiował na Uniwersytecie Wileńskim, tytuł doktora medycyny otrzymał w 1832 roku po przedstawieniu dysertacji "Dis. inauguralis chirurgica de corporis mobilibus in articulis". Chirurgii uczył się u Konstantego Porcyanko. Po studiach odbył podróż po Europie, gdzie zwiedzał kliniki uniwersyteckie. 
Po powrocie do Wilna praktykował w Szpitalu Św. Jakóba. Konferencja Akademii Medyko-Chirurgicznej w Wilnie wskazała go w tym czasie na kandydata na stanowisko profesora chirurgii w Charkowie i Kazaniu. W 1834 roku został profesorem nadzwyczajnym na katedrze chirurgii operacyjnej i oftalmologii Uniwersytetu w Kazaniu. W 1835 roku został wybrany na dziekana wydziału lekarskiego. Od 1842 był członkiem Wileńskiego Towarzystwa Lekarskiego. Po 28 latach kierowania kliniką chirurgiczną przeszedł w stan spoczynku. 
Adiunktem Jellachicha w roku akademickim 1842/43 był Maksymilian Sochacki, a uczniem Leon Sutkowski.